# 高咲里音
高咲 里音（たかさき りおん、1995年（平成7年）2月14日 - ）は、日本の女優。東京都出身。

## 略歴
2011年（平成23年）1月、フジテレビ報道局メディア担当局長、テレビプロデューサー・ディレクター、「少年タケシ」編集者の福原伸治主催フジテレビ少年タケシイメージガールオーディションにてグランプリを獲得。
2011年、The Sketchbookの「クローバー」のPV出演で女優デビュー。また、『SPEC〜警視庁公安部公安第五課　未詳事件特別対策係事件簿〜翔』でテレビドラマ初出演を果たす。

## 人物
- 東京女学館小学校・東京女学館中学校卒業。中学時代では国際学級に在籍。芸能活動禁止のため、堀越高等学校に転入。
- 当時の定期試験では学年1位をとり成績はオール5だった。
- 特技はバトントワリング、ギター、スキーで、JSAスキーバッジテスト2級を取得している。
- 好きなアーティストはYUI
- 仲の良い芸能人は、香川沙耶、岡本杏理、荒井萌。
- 好きな女優は、尾野真千子、満島ひかり、多部未華子。
- ザ・ドリフターズ、志村けんのバカ殿様の大ファンで特に志村けんが大好きである。
- 好きな映画は「バーレスク」、「川の底からこんにちは」、「愛のむきだし」、「マイ・インターン」、「ハイスクール・ミュージカル」、「最強のふたり」、「チャーリーとチョコレート工場」、「耳をすませば」、「タイヨウのうた」。「耳をすませば」が大好きで作品のモデルとなった聖蹟桜ヶ丘駅に遊びに行くことがある。
- 母親は元アイドル歌手・女優の浜田朱里である。

## 出演
役名の太字は主演作品。

### 受賞
- 2011少年タケシイメージガール　グランプリ受賞（2011年、フジテレビ）

### テレビ
- SPEC〜警視庁公安部公安第五課　未詳事件特別対策係事件簿〜翔（TBS）
- スイッチガール（2011年12月 - 1月、フジテレビTWO）
- 秋葉系アイドルチャンネル（2011年11月、BS11）
- 見てはいけないTV（2013年7月 - 8月、BS日テレ） - 宮下希 役
- MIDNIGHT HORROR TIME（2016年1月 - 2月、千葉テレビ放送） - ひきこ 役

### 映画
- 学校裏サイトホラーゲーム（2012年1月27日公開） - 立花理子 役
- 2チャンネルの呪い8（2012年9月5日公開） - 早見あすか 役
- 絶叫（2012年9月28日公開） - 園田恵美 役
- 呪界（2013年6月28日公開） - 川嶋亜希 役
- こっくりさん 劇場版‐新都市伝説‐（2014年2月8日公開） - ユキ 役
- 死の実況中継 劇場版（2014年4月公開） - ネット住民 役 / 女子大生 役（2役）
- デスブログ 劇場版（2014年5月公開） - K子 役
- 死の実況中継 劇場版（2014年2月公開、リバプール株式会社） - アケミ 役
- わたしの恐怖体験 拾ったデジカメ（2014年9月公開、オデッサ・エンタテインメント）- 上林詩織 役
- 約束を守れ（2015年6月22日公開、リバプール株式会社） - 鈴木奈美恵 役
- バクマン。（2015年10月3日公開、東宝） - 大槻七海 役
- HK 変態仮面 アブノーマル・クライシス（2016年5月14日公開、東映） - 神輿女子 役

### PV
- The Sketchbook 「クローバー」（2011年9月28日）

### 舞台
- 「うわの空LIVE Vol.66」 お江戸日本橋亭（2012年3月20日）
- 劇団うわの空・藤志郎一座35回本公演『ボクがひとりで唄う歌 fine2012』紀伊國屋ホール公演（2012年5月 - ） - 小笠原漁子 役
- 「うわの空LIVE Vol.67」 お江戸日本橋亭（2012年6月10日）
- 「うわの空おたわむれの会」 お江戸日本橋亭（2012年6月）
- 劇団うわの空・藤志郎一座第37回本公演「TOKYOてやんでぃ」舞台版「悲しみにてやんでい」（2013年3月2日 - 17日） - 孫姫 役
- 「GO,JET!GO!GO!vol.6~追憶のブルージーン・クリスマス〜」（2015年12月12日 - 23日） - 里奈 役

### ラジオ
- 葛飾エフエム放送 「村山ひとしのキャラリンッぱ!」

### インターネット
- 葛飾エフエム放送 アイドルカーニバル
- DD (WEBサイト) 女性のためのポータルサイト
- ニコニコ生放送 高咲里音の現代社会コーナー（2013年 - ）
- AbemaTV メシテロ嬢＃75橋本真帆×高咲里音（2016年5月3日）

### イベント
- コペルX'masイベント（2011年12月25日）
- フォトジェニックジャパンコンテスト2012（2012年5月 - ）